# Saint-Sauveur-de-Flée
Saint-Sauveur-de-Flée és un municipi francès situat al departament de Maine i Loira i a la regió de País del Loira. L'any 2007 tenia 284 habitants.

## Demografia

### Població
El 2007 la població de fet de Saint-Sauveur-de-Flée era de 284 persones. Hi havia 100 famílies de les quals 12 eren unipersonals (8 homes vivint sols i 4 dones vivint soles), 44 parelles sense fills i 44 parelles amb fills.
La població ha evolucionat segons el següent gràfic:
Habitants censats

### Habitatges
El 2007 hi havia 119 habitatges, 100 eren l'habitatge principal de la família, 10 eren segones residències i 9 estaven desocupats. 118 eren cases i 1 era un apartament. Dels 100 habitatges principals, 80 estaven ocupats pels seus propietaris i 20 estaven llogats i ocupats pels llogaters; 1 tenia dues cambres, 5 en tenien tres, 31 en tenien quatre i 63 en tenien cinc o més. 86 habitatges disposaven pel capbaix d'una plaça de pàrquing. A 35 habitatges hi havia un automòbil i a 64 n'hi havia dos o més.

### Piràmide de població
La piràmide de població per edats i sexe el 2009 era:
| Homes | Edats   | Dones |
| ----- | ------- | ----- |
| 0     | 95 o +  | 0     |
| 0     | 90 a 94 | 2     |
| 1     | 85 a 89 | 0     |
| 0     | 80 a 84 | 0     |
| 4     | 75 a 79 | 2     |
| 5     | 70 a 74 | 5     |
| 3     | 65 a 69 | 3     |
| 11    | 60 a 64 | 7     |
| 6     | 55 a 59 | 5     |
| 6     | 50 a 54 | 5     |
| 8     | 45 a 49 | 5     |
| 8     | 40 a 44 | 7     |
| 11    | 35 a 39 | 9     |
| 12    | 30 a 34 | 9     |
| 10    | 25 a 29 | 11    |
| 3     | 20 a 24 | 9     |
| 11    | 15 a 19 | 10    |
| 6     | 10 a 14 | 10    |
| 14    | 5 a 9   | 10    |
| 14    | 0 a 4   | 8     |

## Economia
El 2007 la població en edat de treballar era de 161 persones, 135 eren actives i 26 eren inactives. De les 135 persones actives 132 estaven ocupades (68 homes i 64 dones) i 3 estaven aturades (3 dones i 3 dones). De les 26 persones inactives 10 estaven jubilades, 11 estaven estudiant i 5 estaven classificades com a «altres inactius».

### Ingressos
El 2009 a Saint-Sauveur-de-Flée hi havia 101 unitats fiscals que integraven 302,5 persones, la mediana anual d'ingressos fiscals per persona era de 15.359 €.

### Activitats econòmiques
Dels 8 establiments que hi havia el 2007, 4 eren d'empreses de construcció, 1 d'una empresa de comerç i reparació d'automòbils, 2 d'empreses d'hostatgeria i restauració i 1 d'una empresa classificada com a «altres activitats de serveis».
Dels 4 establiments de servei als particulars que hi havia el 2009, 1 era un paleta i 3 lampisteries.
L'any 2000 a Saint-Sauveur-de-Flée hi havia 31 explotacions agrícoles que ocupaven un total de 492 hectàrees.

## Equipaments sanitaris i escolars
El 2009 hi havia una escola maternal integrada dins d'un grup escolar amb les comunes properes formant una escola dispersa.

## Poblacions més properes
El següent diagrama mostra les poblacions més properes.